# 和涼華
和 涼華（かず りょうか、10月6日 - ）は、元宝塚歌劇団星組・宙組の男役スター。
大阪府豊中市、千里国際学園高等部出身。身長171cm。愛称は「カズ」。

## 来歴
1998年、宝塚音楽学校入学。
2000年、宝塚歌劇団に86期生として次席入団。花組公演「源氏物語 あさきゆめみし／ザ・ビューティーズ!」で初舞台。組まわりを経て宙組に配属。
2005年の「炎にくちづけを」で新人公演初主演。
2006年7月3日付で星組へと組替え。同年、湖月わたる退団公演となる「愛するには短すぎる」で、2度目の新人公演主演。
2009年4月26日、安蘭けい・遠野あすかトップコンビ退団公演となる「My dear New Orleans／ア ビヤント」東京公演千秋楽をもって、宝塚歌劇団を退団。

## 宝塚歌劇団時代の主な舞台

### 初舞台
- 2000年4 - 5月、花組『源氏物語 あさきゆめみし』『ザ・ビューティーズ!』（宝塚大劇場のみ）

### 組まわり
- 2000年5 - 6月、星組『黄金のファラオ』『美麗猫（ミラキャット）』（宝塚大劇場のみ）[4]

### 宙組時代
- 2000年8 - 12月、『望郷は海を越えて』 - 新人公演：船越伊三（本役：久遠麻耶）『ミレニアム・チャレンジャー!』[4]
- 2001年4 - 8月、『ベルサイユのばら2001-フェルゼンとマリー・アントワネット編-』 - 新人公演：小公子（本役：久遠麻耶）
- 2001年9月、『フィガロ!』（バウホール・日本青年館）
- 2001年11 - 2002年3月、『カステル・ミラージュ』 - 新人公演：サム（本役：椿火呂花）『ダンシング・スピリット!』
- 2002年4 - 5月、『エイジ・オブ・イノセンス』（バウホール・日本青年館）
- 2002年7 - 11月、『鳳凰伝』 - 新人公演：盗賊（卯）（本役：遼河はるひ）『ザ・ショー・ストッパー』
- 2003年1月、『おーい春風さん』 - 旅人『春ふたたび』 - 吾作（バウホール）
- 2003年2 - 6月、『傭兵ピエール』 - 新人公演：ラ・イール（本役：椿火呂花）『満天星大夜總会』
- 2003年8月、『里見八犬伝』（バウホール・日本青年館） - 犬村大角
- 2003年10 - 2004年2月、『白昼の稲妻』 - ギョーム、新人公演：ジャン・クローデル（本役：遼河はるひ）『テンプテーション!』
- 2004年3月、『BOXMAN-俺に破れない金庫などない-』（日本青年館・ドラマシティ） - エイムズ
- 2004年5 - 8月、『ファントム』 - 従者、新人公演：ジェラルド・キャリエール（本役：樹里咲穂）[4]
- 2004年10 - 11月、『風と共に去りぬ』（全国ツアー） - チャーリー
- 2005年1 - 4月、『ホテル ステラマリス』 - 新人公演：アレン・ケンドール（本役：水夏希）『レヴュー伝説』
- 2005年5 - 6月、『ホテル ステラマリス』 - リンドン・マクレモア『レヴュー伝説』（全国ツアー）
- 2005年8 - 11月、『炎にくちづけを』 - チェ、新人公演：マンリーコ（本役：和央ようか）『ネオ・ヴォヤージュ』 新人公演初主演[6][4]
- 2006年1月、『不滅の恋人たちへ』（バウホール）
- 2006年3 - 7月、『NEVER SAY GOODBYE』 - ナセール、新人公演：フランシスコ・アギラール（本役：遼河はるひ）

### 星組時代
- 2006年8 - 11月、『愛するには短すぎる』 - デイブ・キャシディ、新人公演：フレッド・ウォーバスク（本役：湖月わたる）『ネオ・ダンディズム!』 新人公演主演[6][4]
- 2007年1月、『Hallelujah GO!GO!』（バウホール） - ブライアン[4][2]
- 2007年3 - 7月、『さくら』『シークレット・ハンター』 - イグナシオ[4][2]
- 2007年8月、『シークレット・ハンター』 - イグナシオ『ネオ・ダンディズム!II』（博多座）
- 2007年11 - 2008年2月、『エル・アルコン-鷹-』 - キャプテン・ブラック『レビュー・オルキス-蘭の星-』[2]
- 2008年3 - 4月、『赤と黒-原作 スタンダール-』（ドラマシティ・日本青年館・愛知厚生年金会館） - クロワズノフ侯爵
- 2008年6 - 10月、『THE SCARLET PIMPERNEL（スカーレット ピンパーネル）』 - アルマン・サン・ジュスト
- 2008年11月、『ブエノスアイレスの風』（日本青年館・バウホール） - リカルド
- 2009年2 - 4月、『My dear New Orleans（マイ ディア ニュー オリンズ）』 - バディ『ア ビヤント』 退団公演[3]

### 出演イベント
- 2000年12月、『アデューTAKARAZUKA1000days劇場サヨナライベント』
- 2001年6月、TCAスペシャル2001『タカラヅカ夢世紀』
- 2001年9月、『ベルサイユのばら メモランダム』
- 2001年10月、第42回『宝塚舞踊会』
- 2002年9月、轟悠スペシャルコンサート『Stylish!』
- 2002年11月、『アキコ・カンダレッスン発表会』
- 2004年7月、TCAスペシャル2004『タカラヅカ90』
- 2005年4月、TCAスペシャル2005『Beautiful Melody Beautiful Romance』
- 2005年12月、『花の道 夢の道 永遠の道』
- 2006年9月、TCAスペシャル2006『ワンダフル・ドリーマーズ』[4]
- 2007年9月、TCAスペシャル2007『アロー!レビュー!』
- 2008年12月、タカラヅカスペシャル2008『La Festa!』